# Booronderzoek
Booronderzoek is een methode om door middel van grondboringen tijdens archeologisch veldonderzoek inzicht te krijgen in de opbouw van de ondergrond. Deze methode wordt, in combinatie met bureauonderzoek, veel gebruikt in de archeologie om plekken en zones van archeologische betekenis te voorspellen. Booronderzoek vindt vaak voorafgaand aan een proefsleuvenonderzoek en daadwerkelijke opgravingen plaats.
Bij het booronderzoek wordt met een handboor volgens een regelmatig patroon boringen gedaan, waarna de grond die met de boring naar boven komt, onderzocht wordt.